# Ponginae
Ponginae (pongíneos) é uma subfamília da família Hominidae. Contém muitos géneros, mas só um ainda está vivo:
- Ankarapithecus †
- Gigantopithecus †
- Griphopithecus †
- Pongo (Orangotangos)
- Khoratpithecus †
- Lufengpithecus †
- Ouranopithecus †
- Sivapithecus †